# Lenapes
Els lenapes són una tribu de parla algonquina, també anomenada delaware (nom que prové de l'estat del mateix nom, anomenat així en honor del governador de Virgínia Thomas West tercer baró De La Warr). El nom prové de lenni lenape o Len Ah Pey ("els genuïns"). Es divideixen en quatre grups:
- Munsee (de Min asm ink "lloc on les pedres s'acumulen"), que correspon amb el clan del Llop, raó per la qual també foren anomenats Wolf Indians. Ocupaven l'Oest de Pennsilvània
- Unami (que vol dir "gent del baix riu"), lligats al clan Tortuga. Ocupaven l'Est de Pennsilvània i Delaware.
- Unalachtigo (que vol dir "gent del país pedregós"), lligats al clan del Gall d'indi. Ocupaven el Nord de Nova Jersey.
- Un altre més, desaparegut i del qual no se'n sap el nom. Ocupava la resta de Nova Jersey.

## Localització
Ocupaven el territori entre el cap Henlopen (Delaware) fins a Long Island (Nova York), però especialment la vall del riu Delaware, als estats de Nova Jersey, Delaware, Pensilvània i part de Nova York, conegut com a Lenapehaking.
Actualment viuen repartits en diverses reserves:
- A Ontario, als assentaments de Moraviantown i Muncy (Thames)
- A Wisconsin, en la reserva Stockbridge-Munsee
- A Oklahoma, a l'antiga Wichita Agency (Andarko) i entre la Cherokee Nation.
- A Kansas, a la reserva Neosho junt als peoria, i amb un grup de anishinaabemowin. A Nova Jersey, la banda de Sand Hill.
- A Pensilvània i Ohio, la banda anomenada Thunder Mountain.

## Demografia
Es calcula que eren 24.000 individus el 1600, una nació força poderosa, però les malalties i les guerres amb els iroquesos els disminuïren progressivament a 3.000 el 1700. Pel 1866, després de tota la dispersió de la tribu, amb prou feines arribaven a 2.000. El 1907 eren 1.900 repartits així:
- 870 amb els cherokee d'Oklahoma
- 347 a Thames (Ontario), moravians.
- 260 a Stockbridge (Wisconsin)
- 150 a Grand Rivers (Ontario) amb els iroquesos
- 122 munsis d'Ontario
- 95 a l'Agència Wichita d'Oklahoma
- 45 a Kansas amb els anishinaabemowin

D'altres xifres, pel que fa als munsee, n'estimava: 120 a Ontario (Thames), 90 a Kansas (amb chippewa) i 530 a Stockbridge (Wisconsin), un total de 740 individus. Tot i que les xifres oficials parlaven de l'existència únicament de 3.500 lenapes el 1980, segons xifres de la mateixa tribu, el 1985 eren reconeguts un total de 13.000 individus, dels quals 6.446 vivien a Oklahoma i 1.480 més pels voltants. El seu idioma, però, es perd irreversiblement. Segons Sebeok, el 1962 només hi havia menys de 10 parlants munsee al Canadà, i menys de cent d'unami i unalachtigo als EUA. Al Canadà, n'hi ha 590 a Six Nations (41,2 hectàrees) i 521 a Munsee-Delaware (Ontario) En total, n'hi ha 16.341 als EUA (segons el cens del 2000) i 1.111 al Canadà.

## Costums
Feien la collita a la primavera amb destrals de pedra; generalment cremaven el bosc per fer-ne clarianes, però era un mètode limitat (només durava una collita). Com que la productivitat de la terra durava uns 15 anys, els llogarrets es movien periòdicament. De la plantació se n'encarregaven les dones: carbasses, pèsols i moresc, el més important, que era plantat en petits turons (a cadascun en plantaven quatre llavors) i usaven peix podrit com a fertilitzant. La collita la guardaven en pots de terrissa o en cistelles d'ona; també molien la llavor i els grans per fer el hominy en morters de fusta. També recollien baies i feien sucre amb saba d'arç. Cada família tenia garantida collita suficient per a sobreviure, conreaven el que els calia i no existia la propietat individual. La dona gaudia d'una posició social alta mercès al rol jugat en l'agricultura, però la cultura lenape és primordialment patriarcal: els homes controlaven l'economia, la religió i les funcions polítiques de la societat, i honoraven els herois de guerra i de caça. Els homes caçaven cérvols i castors tant per la carn com per les pells, i també pescaven.
Vivien en llogarets de cases rectangulars d'escorça i no en wigwams de cúpula, com els altres algonquins; fabricaven arcs, fletxes i piràgües amb fusta d'arç. A l'estiu, la comunitat bàsica reunia un gran nombre de persones, però a l'hivern es dividien en bandes i es dirigien a llurs territoris de cacera.
Llur societat comprenia tres clans basats en l'ascendència materna. Aquests es dividien en nissagues, els membres de les quals vivien plegats a la mateixa casa. Diverses bandes de nissagues formaven comunitats autònomes, de les quals n'hi havia 30 o 40 cap al 1600. Cadascuna, però, mantenia la divisió en clans i amb un territori de cacera d'unes 200 milles quadrades. Un consell de cabdills de nissaga i altres homes distingits decidien els afers públics de la comunitat, i nomenava el sakima o cap civil. La dona més vella de la nissaga podia nomenar o desnomenar als sakima.
Creien que els joves havien de tenir visions mercè les quals guanyarien "poder" d'algun esperit animal, que serà el seu manito (guàrdia especial) i no sols el protegirà, sinó que el podrà usar per ajudar l'altri i guarir malalties. Els qui ho feien eren coneguts com a meternuwak (xamans) i no sols eren versats en medicina, sinó també cerimònies i costums religioses. La principal divinitat lenape era Kitanitowet, a la qual se li sotmetien quatre déus (per cada punt cardinal) i al creador l'anomenaven Kishelemukong. Tenien el Walam olum ("rascada vermella en cuir de vaca llis"), col·lecció de tables de fusta pictogràfiques que restaven en mans d'un vigilant hereditari, i eren llegides al poble en les ocasions favorables. La terrissa també era feta per dones, així com els contenidors d'escorça. També curtien pells de cérvol, feien mocassins i vestits i mantes de plomes de gall dindi i brodats amb pues de porc espí. Les principals cerimònies anyals eren la Dansa del Moresc, celebrada a la primavera en honor de la Mare Moresc, i on es recita la llegenda de com la Mare Moresc arribà als lenape i com els protegirà; i el gamwing, celebrada durant la tardor a la xingwikaon (Casa Gran), situada al centre del llogarret; al centre del xingwikaon hi havia un pal gran on hi havia gravades les cares de llurs avantpassats pintades en roig i negre. En els costats dels pals de suport al pal principal hi gravaven petites cares, i tant homes com dones recitaven llurs visions; a mitjanit donaven noms als nens i celebraven altres festes i cerimònies.

## Història
Segons les llegendes recollides en el walam olum, arribaren a la costa americana procedents de l'Est, cosa que contradiu tots els indicis racials i antropològics actuals. Se sap, però, que eren anomenats "avis" per les altres tribus algonquines (mahican i nanticoke), en reconeixement de llur antiga supremacía i perquè hi ha proves que ja vivien al territori pels voltants de l'any 1000. Cap al 1600 eren uns 24.000 indis agrupats en 30 o 40 llogarrets, una confederació poderosa, en constant lluita amb la Confederació iroquesa. El seu centre principal era a l'actual Germantown. El 1631 contactaren amb els colons neerlandesos a l'actual Lewes (Delaware), als quals massacraren en diverses guerres.
Cap al 1682, però, el seu cap Tamenend o Tammany va signar el tractat de pau de Shackamaxon amb William Penn. Tamenend posà una marca al tractat i ho confirmà amb un cinturó wampum. Això, però, no els lliurà dels atacs tant dels colons blancs com dels iroquesos, que els reduïren a 3.000 el 1690 i els amuntegaren en campaments cap a l'Oest. Tot i així, algunes bandes mantingueren cert poder, com la d'Etow oh Koam, "rei" dels mahican-munsee el 1710, i Weequehela, "rei de Nova Jersey" que signà tractats amb els blancs del 1675 al 1716.
Cap al 1690 encara ocupaven el Susquehanna, els Alleghany i Muskingum (Ohio). Pel 1720 es concentrarien en el Susquehanna i Ohio, alhora que se sotmeren a la Confederació Iroquesa. El 1724 es traslladaren a Pennsilvània Occidental fins al 1737.
El tractat fou respectat pels lenape malgrat la infame compra de Walking (500.000 acres) feta pel govern de Pennsilvania el 1737 i que els privà de bona part de llurs terres. Això els obligaria el 1751 a tornar cap a Ohio, on reberen un assentament que els independitzà dels iroquesos, i el 1770 a Indiana aliats dels miami.
No van abandonar llurs terres sense oposar resistència. El 1756-1758 s'enfrontarien als anglesos, influïts pel seu sakima Teedyuscung, exmoravià que s'imposà al proanglès Nutimus i exigí que el tractat final de pau es redactés per escrit.
El 1762 l'anomenat "profeta delaware", Neolin, influït pel cristianisme, va predicar el retorn a la cultura originària a tots els llogarrets i a restituir la dignitat dels indis. Predicà el Missatge del Senyor de la Vida, que obligava a l'abstèmia, la monogàmia i la possessió de la terra. Aconvertí a la nova religió no sols als lenape, sinó també als hurons, ottawa i illiniwek.
També influí en Pontiac, qui els arrossegaria en la Guerra del 1763. Mentre els lenape eren atacant les fortificacions del llac Michigan, Henry Bouquet penetrà al seu territori i els imposà un tractat de pau, alhora que rebien algunes mantes infestades de verola que els reduïren encara més.
Això els obligaria a pactar constantment amb els colons americans. El 1771 els caps Netawatwees i White Eyes signaren el primer tractat amb els EUA. Aquest tractat conduí al Tractat de Delaware del 12 de setembre del 1778, mercè el qual es confederaven amb els EUA, de qui depenien pels articles de comerç, i a canvi els garantiren les terres i drets. Aquest tractat fou renovat el 9 de gener del 1789, i fou el segon dels 45 tractats que signarien amb els EUA fins al 1861.
El gruix de la tribu es mantingué lleial als EUA, però d'altres donaren suport als anglesos i s'oposaren a l'avenç nord-americà fins a la batalla de Fallen Timbers (1794) i el Tractat de Greeneville del 3 d'agost de 1795, el qual, però els reservà el dret de cacera a les terres cedides als EUA. Tot i així, un grup de recalcitrants munsee, que des del 1778 s'establiren a l'aixopluc dels anglesos a Saint Francis (Ontario) s'unirien a la revolta del cap miami Michikinigua (Little Turtle).
Pel 1800 la dona profesta munsee Beate predicà el retorn als dies gloriosos. Així fundarien les viles de Wapeminskink i Wapekommeskoke, a Indiana, però el 1818 foren obligats a abandonar-les. Un centenar de munsee marxaren a l'interior d'Indiana, i uns cent més a Sandusky amb Solomon Journeycake. Tot i així, el 22 de juliol del 1814 signaren un tractat pel qual donaren suport als EUA contra la Gran Bretanya.
El 29 de setembre del 1817 signaren un nou tractat pel qual llurs terres no eren sotmeses a impostos, però això no pogué impedir la disgregació de la tribu. En un termini de 150 anys foren obligats a traslladar-se set vegades (una cada 20 anys), alhora que el govern dels EUA els titllà sovint de dròpols, malagraïts, pagans i immorals. Un grup de moravians s'establí entre ells, cosa que facilitaria la Gramàtica del lenape de D. Zeinsberg i J. Heckawelder (1827) i el diccionari de Brinton The lenape and their legends (1888), que conté traduccions del walam olum. Així un dels conversos munsee, el capellà John W. Quinney, n'esdevé un dels caps el 1836 i aconsegueix que el 1840 els cedeixin 23.000 acres per al grup de Stockbridge, que viu amb els mahicans.
Per la seva part, un altre grup, els Absentee, el 1821 s'estableix a Río Brazos (Texas). Un dels seus caps, Black Beaver, fou escolta de l'exèrcit dels EUA durant la guerra amb Mèxic del 1846. Tot i així, el 1859 foren obligats a establir-se a Wichita (Oklahoma) amb els caddos. Cap al 1830 hi havia uns 1.500 a Fort Leavenworth (Kansas) amb els shawnee, majoritàriament baptistes i presbiterians. El 1866 foren obligats a vendre llurs terres a 2,5 $ l'acre i a marxar a Oklahoma. Un grup s'establiria entre els cherokee (qui els cedirien 160.000 acres) a canvi d'acceptar llur supremacía política. A diferència d'ells, però, el 80% donaria suport a la Unió en la Guerra civil americana. Cap aleshores eren un miler. Un altre gup, per la seva banda, que vivia amb els peoria, reberen una reserva a Neosho (Kansas) el 1877, on encara viuen llurs descendents. El 1984 moriria Nora Thompson Dean, líder espiritual lenape i considerada com a guardiana tradicional de la llengua lenape, encarregada d'ensenyar-la a les noves generacions.
Cap al 1907, quan es constituí l'Estat d'Oklahoma, els qui hi vivien perderen llur estatut de Nació Índia i el territori deixà de ser considerat com a reserva. Per aleshores, un mestís de lenape i caddo, Jack Wilson, fundaria la Native American Church, religió sincrètica de cristianisme i cultes indis i basada en l'al·lucinògen peyote. Cap aleshores eren potser uns dos mil, molt aculturalts. Alhora, el 1910 l'etnòleg nord-americà James Mooney visità les diverses comunitats per recollir antigues costums, llegendes i tradicions. Pel 1924 els peiotistes crearen la Big House Ceremony, patrocinada pels dirigents tradicionalistes Charley Elkhair i Charley Weber, partidaris de recuperar les antigues tradicions. El 21 de maig del 1938 els munsee de Stockbridge (Nova York) reberen estatut federal de tribu i 15.000 acres de terra per conrear. Els darrers caps lenape han estat Chief Isaacs (1930-1950), Sam Hannah (1950-1970) i Bill Thompson (1970-1990).
Els principals escriptors de la nació lenape són Jack D. Forbes i Daniel David Moses.